# Adriana Samuel
Adriana Samuel Ramos (Resende, 12 april 1966) is een voormalig Braziliaans volleyballer en beachvolleyballer. Ze nam deel aan twee opeenvolgende Olympische Spelen en behaalde daarbij een zilveren (1996) en bronzen medaille (2000). Daarnaast won ze eenmaal het eindklassement in de FIVB World Tour.

## Carrière

### Tot en met 1992
Samuel speelde aanvankelijk volleybal in de zaal en maakte in de jaren 1980 deel uit van de nationale selectie. Ze nam onder andere deel aan het WK U21 in 1984 en de World Cup in 1985. Daarnaast behaalde ze in 1986 met de Braziliaanse ploeg een vijfde plaats bij het WK in Tsjecho-Slowakije. In 1992 verwisselde ze de zaal voor het beachvolleybal.

### 1993 tot en met 1997
Samuel begon haar internationale beachvolleybalcarrière in 1993 toen ze met Mônica Rodrigues in de World Tour debuteerde. Het tweetal eindigde in Rio de Janeiro bij hun eerste wedstrijd als tweede. In het seizoen 1993/94 speelden ze drie wedstrijden met een vierde en tweede vijfde plaatsen. In 1994 werd het duo tweede bij het toernooi in Carolina. Het daaropvolgende seizoen namen Samuel en Mônica deel aan vijf toernooien. Ze boekten een overwinning in Santos en tweede plaatsen bij de Goodwill Games in Sint-Petersburg en in Rio de Janeiro, waardoor ze ook het eindklassement van de World Tour wonnen voor 1994/95. Het seizoen daarop behaalde het tweetal bij negen wedstrijden enkel toptienklasseringen met een derde plaats in Carolina als beste resultaat.
Samuel en Mônica begonnen 1996 met drie opeenvolgende tweede plaatsen in de World Tour (Maceio, Recife en Hermosa Beach). Vervolgens namen ze in Atlanta deel aan het eerste beachvolleybaltoernooi op de Olympische Spelen. Het duo bereikte de finale waar hun landgenoten Jackie Silva en Sandra Pires te sterk waren, waardoor het tweetal genoegen moest nemen met zilver. Na afloop van de Spelen speelden ze vijf wedstrijden in de World Tour met een eerste (Salvador), een tweede (Espinho) en een derde plaats als resultaat (Busan). In 1997 boekte het tweetal drie overwinningen in negen wedstrijden (Rio de Janeiro, Espinho en Osaka). Daarnaast eindigden ze in Busan (tweede) en Marseille (derde) eveneens op het podium. Bij de eerste officiële wereldkampioenschappen beachvolleybal in Los Angeles kwamen Samuel en Mônica niet verder dan de kwartfinale die verloren werd van het Amerikaanse duo Karolyn Kirby en Nancy Reno.

### 1998 tot en met 2000
Na in maart nog een toernooi met Mônica gespeeld te hebben vormde Samuel van 1998 tot en met 2000 een team met Pires. Het duo behaalde het eerste jaar twee overwinningen (Toronto en Marseille), twee tweede plaatsen (Espinho en Osaka) en twee derde plaatsen (Vasto en Salvador) bij zeven FIVB-toernooien. In 1999 speelden Pires en Samuel zes reguliere toernooien met een derde (Salvador), drie vierde (Acapulco, Toronto en Osaka) en twee vijfde plaatsen als resultaat (Espinho en Dalian). Bij de WK in Marseille verloren ze om reglementaire redenen zowel de halve finale als de bronzen finale van respectievelijk hun landgenoten Adriana Behar en Shelda Bede en de Amerikaansen Elizabeth Masakayan en Elaine Youngs. Samuel en Pires haalden het jaar daarop in acht wedstrijden driemaal het podium; in Vitória en Fortaleza werden ze tweede en in Chicago derde. In Sydney won het duo de bronzen medaille bij de Olympische Spelen ten koste van het Japanse duo Yukiko Takahashi en Mika Saiki, nadat de halve finale van de latere olympisch kampioenen Natalie Cook en Kerri Pottharst verloren werd.

## Palmares
Kampioenschappen
- 1994:  Goodwill Games
- 1996:  OS
- 1997: 5e WK
- 1999: 4e WK
- 2000:  OS

FIVB World Tour
- 1993:  Rio de Janeiro Open
- 1994:  Grand Slam Carolina
- 1994:  Santos Open
- 1995:  Rio de Janeiro Open
- 1995:  FIVB World Tour
- 1995:  Carolina Open
- 1996:  World Series Maceio
- 1996:  World Series Recife
- 1996:  World Series Hermosa Beach
- 1996:  World Series Espinho

- 1996:  World Series Busan
- 1996:  World Series Salvador
- 1997:  Rio de Janeiro Open
- 1997:  Marseille Open
- 1997:  Espinho Open
- 1997:  Osaka Open
- 1997:  Busan Open
- 1998:  Toronto Open
- 1998:  Vasto Open
- 1998:  Marseille Open
- 1998:  Espinho Open
- 1998:  Osaka Open
- 1998:  Salvador Open
- 1999:  Salvador Open
- 2000:  Vitória Open
- 2000:  Vitória Open
- 2000:  Grand Slam Chicago

## Persoonlijk
Haar broer Tande heeft eveneens professioneel volleybal en beachvolleybal gespeeld.